# Den gyldne nøgle
Gyldne nøgle (russisk: Золотой ключик) er en sovjetisk film fra 1939 af Aleksandr Ptusjko.

## Medvirkende
- Aleksandr Sjjagin som Karabas Barabas
- Sergej Martinson som Duremar
- Olga Sjaganova-Obraztsova som Buratino
- Georgij Uvarov som Carlo
- Nikolaj Bogoljubov